# Edenred Romania
Edenred este o platformă de servicii și plăți care oferă soluții de plată pentru alimentație (tichete de masă), stimulente (vouchere și carduri cadou) și carduri de plată virtuale. La nivel global, Edenred este una dintre cele mai vechi și mai apreciate companii din segmentul de tichete de servicii preplătite pentru angajați.
În momentul de față, Edenred oferă eficiență în privința administrării și oferirii de beneficii extrasalariale, fiind o legătură puternică între clienți, angajați, comercianți și instituțiile statului. Zi de zi conectează peste 50 de milioane de angajați din întreaga lume, dar și două milioane de comercianți parteneri, totul prin intermediul a peste 900.000 de clienți corporativi din peste 46 de țări (1).
Soluțiile de plată pe care le oferă compania acoperă segmentul alimentar (tichetele de masă), al turismului (vouchere de vacanță), cardurile cadou în platformele dedicate angajaților, dar și plăți corporative, cum ar fi cardurile de plată virtuale. Iar unul dintre cele mai recent lansate produse Edenred este cardul cultural (2). Pentru gestionarea cu ușurință a cardurilor, pot fi stocate în aplicația MyEdenred. Fiind ușor de activat și folosit, oferă posibilitatea de a plăti cu telefonul, de a vedea soldul în timp real și de a verifica ofertele de la comercianți.
Misiunea Edenred este „Enrich connections. For good”, ceea ce se traduce prin soluții care sporesc atât bunăstarea, cât și puterea de cumpărare a beneficiarilor. Compania își propune nu doar să ofere servicii care să ușureze viața angajatului, ci să se implice și în campanii care să promoveze un stil de viață sănătos, achiziționarea de produse mai sustenabile și abordarea opțiunilor soft-mobility. Scopul Edenred este de a dezvolta și conecta piața muncii într-un mod simplu, eficient și prietenos. De altfel, aceasta este filosofia după care compania își tratează și cei peste 10.000 de angajați proprii.
În evoluția companiei, anul 2020 a fost impresionant, cu un volum de afaceri cu o sumă de aproximativ 30 de milioane de euro, pe baza activelor sale tehnologice globale. Acțiunile care au dus la atingerea acestei cifre de afaceri au fost efectuate, în majoritatea cazurilor, prin aplicații mobile, platforme online și carduri (3).
- Edenred activează în piață de peste 22 de ani și înregistrează un număr de peste 1,7 milioane de utilizatori;

- Este primul emitent de tichete de masă electronice și vouchere de vacanță pe card;
- Are în portofoliu peste 65.000 de unități partenere;
- Din 2019, în portofoliu există și platforma de gestionare a beneficiilor extrasalariale flexibile Benefit.

## Scurt istoric al grupului Edenred
- 1962 - Jacques Borel inventează tichetul de masă
- 1998 - Au fost introduse tichetele de masă prin Legea 142/1998, abrogată în 2018 și înlocuită de actuala Legea 165/2018
- 1999 - Edenred (fost Accor Services) devine, în mod oficial, primul emitent al tichetelor de masă (autorizația de funcționare nr. 011 și emiterea primului tichet de masă)
- 2003 - se emite primul tichet cadou în România, de către Edenred
- 2004 - primul tichet social din România este emis de Edenred
- 2007 - se pune la punct proiectul de fuziune dintre Edenred și Hungastro, care devine parte integrantă din echipa Edenred
- 2006 - se eliberează primul tichet de creșă și primul voucher de vacanță din România, de către Edenred
- 2010 - Edenred devine o companie de sine stătătoare, după ce nu mai face parte din grupul ACCOR
- 2014 - grupul Edenred achiziționează 34% din acțiunile Union Tank Eckstein (UTA), unul dintre liderii pieței de carduri de combustibil pentru flotele de vehicule grele din România
- 2015 - Cardul Ticket Restaurant este primul tichet de masă electronic din România
- 2016 - Se lansează o nouă linie de business în România, de către Edenred, soluția Spendeo, ce are scopul de a gestiona cheltuielile de afaceri
- 2016 - Edenred primește certificarea SgS privind numărul de parteneri comercianți card Ticket restaurant
- 2016 - A fost lansat primul voucher cadou de vacanță în format electronic (4)
- 2016 & 2017 - Se derulează campania socială „Hai la 1 la masă”
- 2017 - Pentru al treilea an consecutiv, Edenred câștigă Distincția AON Best employers, premiul aducând o recunoaștere mai mare a brandului (5)
- 2017 - Are loc rebrandingul pentru grupul Edenred
- 2018 - Edenred România se alătură grupului European Food și România devine a zecea țară europeană care implementează cel mai mare program european de nutriție (6)
- 2018 - Edenred primește titlul de prima companie certificată, datorită partenerilor comercianți Edenred Ticket Restaurant
- 2019 - Edenred este prima companie eminentă de soluții și beneficii pentru salariați care a implementat plata mobilă prin Apple Pay pentru cardurile de tichete de masă, chiar de la lansarea aplicației, în primăvara anului 2019
- 2019 - Este semnată Carta Diversității, de către Edenred, care atestă valorile companiei: principiile diversității, non-discriminării și egalității de șanse
- 2019 - Compania Benefit Online, cea mai mare platformă de beneficii extrasalariale, este achiziționată de către Edenred (7)
- 2019 - La premiile Superbrand, Edenred este singurul brand nominalizat din categoria companiilor care oferă beneficii pentru angajați
- 2021 - Are loc o premieră națională: Edenred România și Tazz by eMAG lansează prima soluție de plată online cu carduri de masă într-o aplicație de livrări rapide, pentru comenzi de mâncare (8)
- 2021 - Edenred România lansează chatbot-ului Felicia, bazat pe inteligență artificială, primul serviciu de acest tip al unei companii de beneficii extrasalariale din România (9)
- 2021 - Se încheie parteneriatul pentru accelerarea digitalizării comerțului în România dintre Edenred și Global Payments
- 2021 - Sunt lansate cardurile eco, de către Edenred România, realizate din PVC reciclat, în proporție de 85,5%. Devine, astfel, primul furnizor de beneficii extrasalariale din România care oferă carduri prietenoase cu mediul (10)
- 2021 - Se încheie parteneriatul cu FBAR (Federația Băncilor pentru Alimente din România) și susținerea lor împreună cu ceilalți parteneri, în vederea demersurilor pentru colectarea alimentelor și distribuția acestora către persoanele din medii defavorizate
- 2022 - este lansată prima aplicație mobilă de beneficii flexibile de către Benefit, în vederea îmbunătățirii experiențelor de achiziție a beneficiilor cu bugetele primite de la angajatori (11)

## Produsele Edenred

### Edenred Ticket Restaurant
Edenred Ticket Restaurant poate fi utilizat atât pentru achitarea meselor la restaurantele partenere, cât și pentru achiziționarea de produse alimentare din magazinele partenere. Mai poate fi folosit și în platforma Tazz și aplicația Freshful by eMAG. Fiecare angajat are dreptul de a beneficia de tichete de masă lunar. Acestea se acordă pentru fiecare zi lucrată.
Cadrul legislativ:
- Tichetele de masă sunt emise și acordate în conformitate cu prevederile esențiale din Codul Fiscal, adică Legea 227/2015 (12 Arhivat în 7 decembrie 2022, la Wayback Machine.) și Legea 165/2018 (13), conform cărora sunt scutite integral tichetele de masă de la plata contribuțiilor patronale și salariale, iar singura taxă ce se aplică exclusiv este impozitul pe venit, în valoare de 10%

- Beneficiile sunt prevăzute în contractele colective de muncă, dar și prin regulamentul intern al companiei în cauză

- Salariații beneficiază de tichete de masă conform numărului de zile lucrate, iar acesta nu poate depăși numărul de zile lucrătoare din luna pentru care se acordă tichetele

- Tichetele sunt acordate și pentru regimul de muncă hibrid sau pentru telemuncă

- În cazul salariaților angajați în baza unui contract individual cu timp parțial, precum și în cazul cumulului de funcții, biletele de valoare, cu excepția tichetelor cadou și a tichetelor culturale, pot fi acordate numai de către angajatorii unde salariații în cauză își au funcția de bază, potrivit legii

### Edenred Cadou
Cardul Edenred Cadou a fost gândit special pentru stimularea angajaților. Poate fi folosit pentru achiziționarea de îmbrăcăminte sau încălțăminte, bijuterii, electrocasnice, cărți, articole de birotică și papetărie, flori, produse cosmetice etc.
Tichetele cadou sunt emise și acordate în conformitate cu Legea nr. 165/2018, iar prevederile  fiscale sunt tratate în Codul Fiscal, adică Legea 227/2015.
Cine poate beneficia:
- Orice companie care încadrează personalul în baza unui contract de muncă individual, în limitele și pentru evenimentele sociale prevăzute de legislație.
- Tichetele cadou pot fi acordate de către companii propriilor angajați, în beneficiul  salariaților și al copiilor minori ai acestora, cu ocazia Crăciunului și Paștelui, în beneficiul angajatelor, cu ocazia zilei de 8 martie, și în beneficiul copiilor minori ai angajaților, cu  ocazia zilei de 1 Iunie.
- Tichetele cadou sunt scutite de plata taxelor sociale și a impozitului pe venit (10%) în limita a 300  lei/persoana per eveniment.
- Sunt deductibile în limita a 5% din valoarea cheltuielilor cu salariile personalului.

Tichetele mai pot fi acordate și cu ocazia altor evenimente față de cele prezentate mai sus, dar vor fi supuse impozitului pe venit și contribuțiilor sociale.

### Edenred Vacanță
Este soluția care acoperă serviciile turistice în proporție de 100% pentru hoteluri, pensiuni, agenții de turism din România, care au parteneriat cu Edenred. Tichetele de vacanță pot fi acordate până la 6 salarii minime brute pe an fiecărui angajat cu contract individual de muncă. Poate fi folosit în rețeaua de comercianți parteneri.
Cadru legislativ:
- Voucherele de vacanță sunt acordate în conformitate cu prevederile O.U.G. nr.8/2009. (14)
- Pentru fiecare angajat cu contract individual de muncă se pot acorda până  la 6 salarii minime brute pe an (15.300 lei/an).
- Pot fi folosite în unitățile turistice afiliate, conform legislației, care se află pe teritoriul României, în vederea obținerii cazării, alimentației publice, transportului, activități de recreere etc.
- Angajații pot alege serviciile de la orice operator economic ce are o activitate de turism în România, autorizată conform legii.
- Pachetele de servicii trebuie să conțină, obligatoriu, minimum o noapte de cazare.
- Sumele aferente voucherelor de vacanță sunt scutite de taxele sociale salariale și patronale și beneficiază de 100% deductibilitate la plata impozitului pe profit.
- Voucherele de vacanță se impozitează cu 10%, cotă corespunzătoare impozitului pe venit și plătibilă de către angajat.
- Unitățile afiliate pot accepta la plată vouchere de vacanță doar dacă nu înregistrează datorii la bugetul de stat, în ultimele 90 de zile.
- Începând cu 1 aprilie 2022, unitățile afiliate trebuie să implementeze RO e-factura și să trimită facturile emise către beneficiari, în sistemul național de facturare.

### Edenred Cultural
Tichetele culturale sunt oferite lunar sau ocazional, fiind o sumă de 190 de lei per angajat sau 380 de lei per eveniment. Reprezintă un mod bun de a petrece timpul liber, cât și pentru echilibrul dintre viața profesională și cea personală.
Pot fi folosite în rețeaua de comercianți parteneri, în vederea achitării contravalorii de bunuri și servicii culturale, precum: abonamente și bilete la spectacole, concerte, târguri și expoziții, teatru, dans, arte, filme, cursuri de limbi străine, cărți, rechizite etc.
Cadru legislativ
- Edenred Cultural face obiectul legii nr. 165/2018 privind acordarea biletelor de valoare. Prevederile fiscale sunt tratate în legea 227/2015 privind Codul Fiscal.
- Tichetele culturale pot fi oferite indiferent de cifra de afaceri, numărul de salariați sau domeniul de activitate.
- Sunt scutite de la plata de taxe sociale atât pentru companii, cât și pentru salariați, fiind supuse doar impozitului de 10% pe venitul angajatului.
- Deductibilitate în limita a 5% din valoarea cheltuielilor cu salariile personalului.

### Platforma Benefit
Platforma Benefit cuprinde o varietate de beneficii extrasalariale pentru angajați și oferă companiilor un flux complet pentru administrarea, raportarea și integrarea în contabilitate și salarizare a beneficiilor oferite angajaților. Angajatorul trimite o listă a salariaților cu bugetul lunar aferent și poate încheia un contract pentru beneficiile pe care vrea să le acorde angajaților. Astfel,  companiile pot să externalizeze prin platforma Benefit un serviciu care ar fi consumat resursele interne ale companiei, de timp, financiare și umane. Totodată, fiecare angajat are acces securizat la o gamă largă de beneficii flexibile, oferte și reduceri, în limita bugetului oferit de către angajator.(15)
În platforma Benefit, există peste 5.000 de reduceri și oferte disponibile în toată țara. Astfel, reducerile sunt negociate pentru toți utilizatorii prin rețeaua extinsă de parteneri și oferte, iar companiile au zero costuri pentru a beneficia de oferte. (16)

## Implicarea grupului Edenred în programe sociale
Pe lângă beneficiile oferite atât companiilor, cât și angajaților, Edenred se implică în programe sociale care ajută întreaga populație. Printre ele, se numără:
- Edenred Vacanță pentru instituții publice -  sunt vouchere de vacanță oferite de către instituțiile statului pentru fidelizarea angajaților bugetari, emise exclusiv pe suport electronic.
- Tichete Sociale - se adresează instituțiilor publice, organizațiilor neguvernamentale, sindicatelor sau companiilor private care doresc să vină în sprijinul persoanelor integrate în proiecte sociale.
- Tichete Sociale pentru Grădinițe - sunt destinate familiilor cu venituri mai mici de 530 lei lunar (per membru de familie), pentru a stimula participarea în învățământul preșcolar. Ele pot fi cumpărate de către angajatorii din mediul privat și oferite angajaților cu venituri mici, sub formă de beneficii.

Edenred susține și câteva proiecte sociale, inițiate de stat pentru persoanele care au venituri mici sau care provin din medii defavorizate. Bugetul provine din finanțări europene și nu se poate acorda în numerar. Aceste proiecte sunt:
- Edenred Social pentru sprijin Educațional - reprezintă un sprijin educațional sub forma unui tichet social electronic, folosit exclusiv pentru achiziția de materiale școlare. Tichetele sociale sunt acordate de către Guvernul României, prin Ministerul Investițiilor și Proiectelor Europene, prin intermediul Programului Operațional Ajutorarea Persoanelor Defavorizate (POAD), finanțat din Fondul de ajutor european destinat celor mai defavorizate persoane (FEAD).
- Edenred Social pentru mese calde - sunt tichete electronice destinate persoanelor defavorizate care vor beneficia de acestea pentru mese calde. Tichetele pentru mese calde sunt acordate de către Guvernul României, prin Ministerul Fondurilor Europene, ca parte a programului Operațional Ajutorarea Persoanelor Dezavantajate (POAD), finanțat din fondul de ajutor european destinat celor mai defavorizate persoane (FEAD).
- Edenred Social pentru Alimente - sunt tichete electronice care reprezintă un sprijin financiar folosit exclusiv pentru alimente și mese calde. Sunt acordate de către Guvernul României, prin Ministerul Investițiilor și Proiectelor Europene, în cadrul Programului Național „Sprijin pentru România”.

Edenred se bazează pe trei piloni esențiali în responsabilitatea socială:
- IdealPeople - ÎMBUNĂTĂȚIM CALITATEA VIEȚII
- IdealPlanet - PROTEJĂM MEDIUL ÎNCONJURĂTOR
- IdealProgress - CREĂM VALOARE ÎN MOD RESPONSABIL

## Proiecte Edenred pentru sprijinul comunității
Edenred este semnatar al Cartei Diversității – 2019 (17) și conectează companiile, angajații, comercianții și autoritățile publice din întreaga lume într-un ecosistem digital, folosindu-se de misiunea „Enrich connections. For good”.

### Responsabilitate socială
Începând cu anul 2016, în data de 21 iunie, compania Edenred sărbătorește Ideal Day, ziua în care toți angajații, din peste 45 de țări, se implică în acțiuni care vizează cele trei direcții de responsabilitate socială ale grupului: Ideal People, Ideal Planet și Ideal Progress. (18)
Programul FOOD este un exemplu de responsabilitate socială pe care a implementat-o compania Edenred de-a lungul timpului. Obiectivele proiectului sunt promovarea unui stil de viață sănătos, reducerea risipei alimentare și conștientizarea impactului pe care îl are alimentația asupra calității vieții.
Din 2009, Edenred este partenerul principal și coordonatorul programului FOOD (Fighting Obesity through Offer & Demand), care are ca activitate principală conștientizarea importanței nutriției echilibrate, pentru viața personală și profesională. Programul a început în urma unui studiu Edenred care arată că 1 din 2 angajați din România acordă mai puțin de 30 de minute prânzului. (19)
Proiectul a fost posibil cu ajutorul instituțiilor publice din 10 țări, iar prin acest program, România a devenit a zecea țară care implementează cel mai amplu proiect de promovare a obiceiurilor nutriționale sănătoase în timpul mesei de prânz. (20)
Alături de Federația Băncilor de Alimente din România (FBAR), Edenred susține demersurile care includ colectarea de alimente și distribuția acestora către persoanele din medii defavorizate. Compania a dedicat o zi specială pentru această activitate, în care angajații au sortat și livrat produsele spre depozitul central (FBAR). (21)

### Solidaritate
Pe lângă responsabilitatea socială, Edenred a întreprins și acțiuni de solidaritate. Este vorba despre campaniile de donare de bani pentru refugiații din Ucraina, fie direct către asociații, fie prin direcționarea unui buget alocat în platforma de beneficii flexibile Benefit.
Tot un proiect de solidaritate în care este implicată compania este și „Prăjituri bune… care fac bine”. De două ori pe an, Edenred organizează târguri de prăjituri pregătite de angajații interni, iar banii strânși sunt donați pentru diverse cauze de solidaritate.
Sângele înseamnă o nouă șansă la viață este un alt act de solidaritate, realizat în parteneriat cu Centrul de Transfuzie Sanguină „Colonel Prof. Dr. Nicolae Nestorescu''. Concret, sunt organizate trimestrial la sediul companiei Edenred sesiuni de donare de sânge, unde sunt invitați atât angajații companiei, cât și partenerii.

### Voluntariat
Compania Edenred organizează diferite campanii, în preajma sărbătorilor (Crăciun, Paște) sau cu ocazia sărbătoririi Ideal Day, unde sunt invitați să participe angajații companiei. (22)
O acțiune de voluntariat a fost și în anul 2019, marcând sărbătoarea Ideal Day. Peste 30 de voluntari Edenred au sprijinit centrul socio-medical HOSPICE Casa Speranței din Adunații Copăceni, cu acțiuni de igienizare în două clădiri dedicate taberelor de vară pentru copiii diagnosticați cu cancer. (23)

### Caritate
Din anul 2019, compania Edenred este semnatar al Cartei Diversității (24), iar din anul 2020 dedică luna mai celebrării diversității. Atunci sunt organizate activități și workshop-uri pentru angajații companiei și un schimb de experiențe alături de clienți, în ceea ce privește diversitatea și incluziunea - Diversity & Inclusion. (25)

## Certificări primite de Edenred
- Prima companie românească ce a primit certificarea ISO 10002:2018, prin care este  recunoscută calitatea în Customer Satisfaction (26)
- Standardul ISO 9001:2015 pentru managementul calității, standardul ISO 14001:2015 pentru managementul sistemelor de mediu, standardul ISO/IEC  27001:2005 pentru securitatea informației, precum și certificarea rețelei de comercianți parteneri
- Titlul de Superbrand, în cadrul căruia profesioniștii în business și utilizatorii evaluează performanța brandurilor (27)